# Athyrium pectinatum
Athyrium pectinatum är en majbräkenväxtart som först beskrevs av Nathaniel Wallich och Hope, och fick sitt nu gällande namn av Presl. Athyrium pectinatum ingår i släktet Athyrium och familjen Athyriaceae. Inga underarter finns listade.